# Szaniszló Ferenc (püspök)

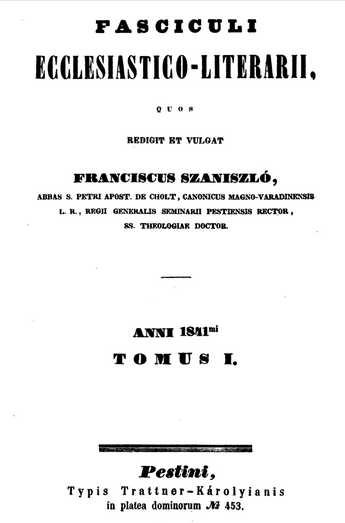
A Fasciculi címlapja (1841)

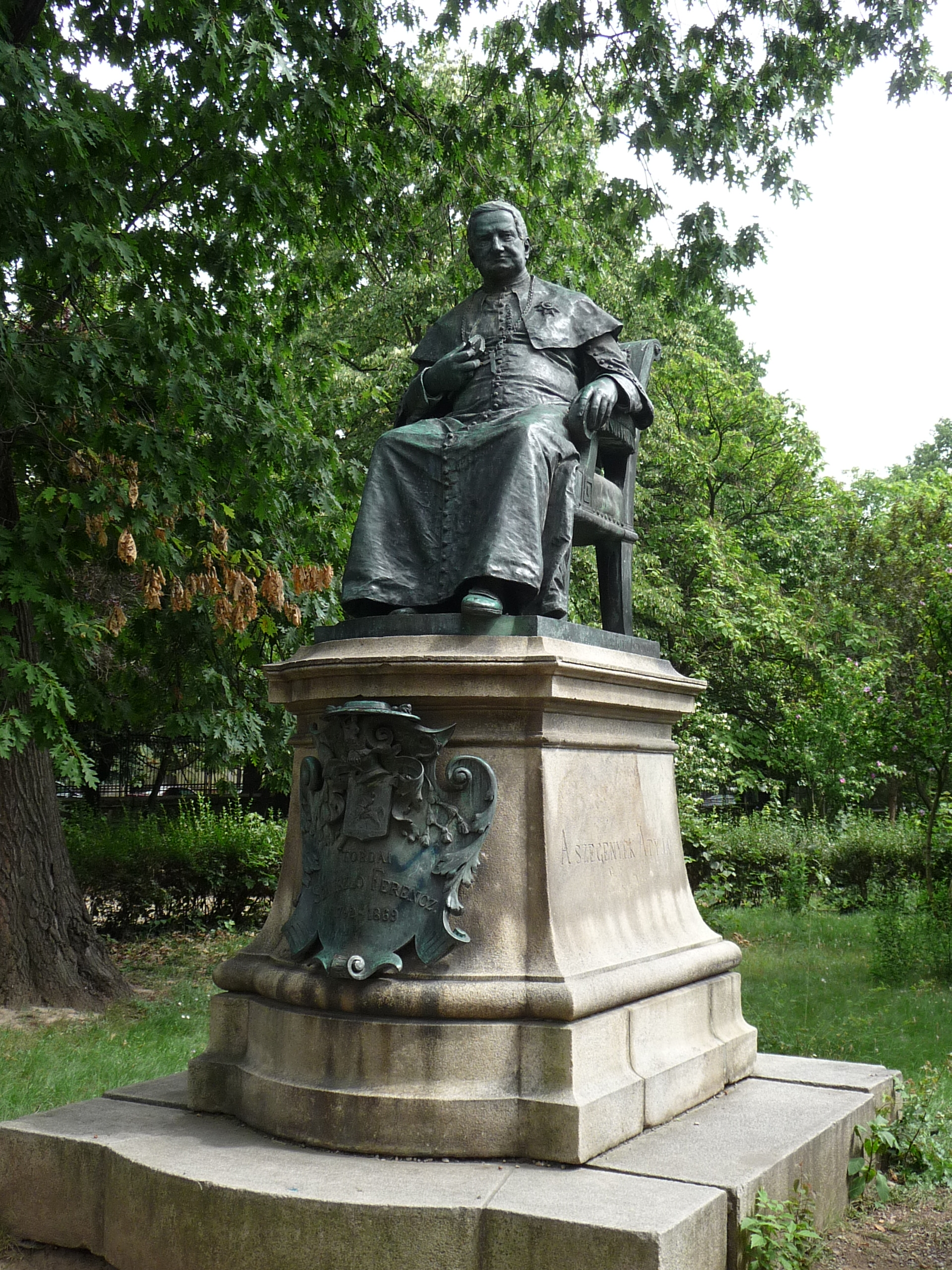
Szaniszló Ferenc (püspök) szobra a nagyváradi püspöki palota parkjában.

Tordai Szaniszló Ferenc (Szombathely, 1792. augusztus 2. – Bécs, 1869. december 13.) római katolikus püspök, egyházi író, egyetemi tanár.

## Életrajza
Szaniszló Márton ezüstműves és Ferber Erzsébet fia. Középiskoláit Szombathelyen, a teologiát 1809-től a pesti központi papnevelőben végezte; azután Bécsbe küldték, ahol két év alatt (1813-15) teológiai doktori oklevelet szerzett. 1815. december 17-én pappá szentelték és egy évig a szombathelyi papnevelő-intézet felügyelője volt. 1816-ban az ekkor alapított bécsi felsőbb papképző intézetnek lett a tagja. 1819-ben visszatért megyéjébe és előbb püspöki szertartásmester volt, majd mint papnevelőintézeti hittanár az egyházjogot és történelmet adta elő, egyidőben házasságvédő, zsinati vizsgáló és szentszéki bíró is volt.
1830-ban kinevezték a pesti egyetemhez rendes hittanárrá és egyházi szónokká (augusztus 8-án tartotta első egyházi beszédét az egyetemi ifjúsághoz), 1834. január 17-én a szombathelyi káptalan tiszteleti kanonokja, 1835. december 29-én a nagyváradinak valóságos kanonokja, 1839-ben solti címzetes apát és a pesti központi papnevelő intézet kormányzója lett.
1844-ben a magyar királyi helytartótanácshoz kapott kinevezést mint az egyházi ügyek előadója és egyidejűleg szerbiai választott püspökké nevezték ki. 1848-ban a budai, majd az enzersdorfi ferenc-rendiek kolostorába vonult. 1850. szeptember 5-én nagyváradi püspökké nevezték ki és 1851. május 25-én szentelték föl. 1853-ban valóságos belső titkos tanácsos lett (a vaskoronarend első osztályú lovagja és pápai trónálló is volt). Kora és egészségi állapota miatt 1861-ben és 1867-ben lemondott a püspökségről, de előbb Róma, utóbb káptalana bírták maradásra, míg végül 1868. december 21-én IX. Pius pápa elküldötte a felmentő brevét. 1869. március 1-jén elhagyta Nagyváradot, majd 4-én Szombathelyt és Hietzingbe távozott, ahonnét ősszel a bécsi kapucinusok kolostorába vonult, ahol 1869. december 13-án érte a halál.
Teste a hietzingi temetőben nyugszik. Szobrát a püspöki palota előtt elterülő parkban állították fel. Jótékonysági áldozatai meghaladják a másfél millió forintot.
1841-42-ben a Fasciculi Ecclesiastico-Literarii, 1841-től 1843-ig a Religio és Nevelés, valamint az Egyházi Tudósítások című lapokat szerkesztette.

## Művei
- Egyházi beszéd a keresztény hazafiságról, melyet Szent István első apostoli magyar király ünnepén... 1818. aug. 23. tartott. Bécs, 1818
- Sermo quem recurrente die natali aug. imperatoris Francisci I. ad presbyteros instituti caes.-reg. Viennensis ad S. Augustinum habuit. Uo. 1818
- Doctrina religionis christiano-catholicae quam in usum academiae juventutis adumbravit. Pestini, 1832. Négy kötet. (2. jav. és bőv. kiadás. Uo. 1839-40. Magyarra fordította Szaniszló József. Buda, 1839-40. két kötet; 2. kiadás. Uo. 1845.)
- Egyházi beszéd az emberi nemzet világosságáról és boldogságáról, mellyet Szent István... m. király... ünnepén... 1833. aug. 25. tartott. Bécs
- Sermo funebris quem Francisci I. imperatoris Austriae et regis apost. hungariae... dicavit... per reg. scient. universitatem hung. Pestinensem die 31. Martio 1835. Budae, 1835
- Szent István első és apost. magyar király tisztelete és követése... Budán... 1835. aug. 20. Pest, 1835
- Gyászbeszéd Horváth János püspök fölött. Veszprém, 1835. (Ism. Egyh. Tár III. 189. l.)
- Oratio funebris qua dni Antonii Juranits, episcopi Jaurinensis... memoriam occasione solennium exequiarum in cathedr. ecclesia Jaurinensi die 11. Oct. 1837. recoluit. Pestini
- Egyházi beszéd, mellyet midőn a m. kir. tud. egyeteme a pesti vízözön gyászos pusztulása után szerencsés visszatértével az élő nagy Istennek ünnepélyes hálaadását nyilvánítaná, 1838. máj. 6. tartott. Deákból magyarra fordította Szaniszló József. Uo. (Latin eredetije: Sermo sacer. Uo. 1838.)
- Memoria Exc., Ill. ac Rev. Dni Josephi Vurum, episcopi Nitriensis, quam occasione solemnium exequiarum die 10. Julii 1838. celebravit. Uo.
- Memoria Petri Klobusiczky de eadem, metropolitanae Colocensis & Bácsiensis eccl. canonicae... quam occasione solennium exsequiarum... die 30. Aug. 1843. celebravit. Uo. (Ism. Egyh. Lit. Lap 1843. II.)
- Forma Externa spiritualium exercitiorum per v. clerum ecclesiae hungaricae asservandorum quam privatae opinionis instar exhibet. Vindobonae, 1850
- Manuale sacerdotum in sacra solitudine, seu meditationes, instructiones... Magno-Varadini, 1860
- Sermones funebres... per... diversis temporibus. Uo. 1860
- Academici sacri sermones... Uo. 1860

## Külső hivatkozások
- Cikk a Vasárnapi Ujságban